# Olimp
Olimp (grščina: Όλυμπος, tj. transliterirana kot Olimp, na grških zemljevidih Oros Olympos) je najvišja gora v Grčiji in za bolgarsko Musalo druga najvišja gora na Balkanskem polotoku. Je v gorski verigi Olimp na meji med grškima regijama Tesalijo in Osrednjo Makedonijo, med občinama Pierija in Larisa, okoli 80 km  jugozahodno od Soluna. Olimp ima 52 vrhov, globoke soteske in izjemno biotsko raznovrstnost.  Najvišji vrh je Mitikas, kar pomeni "nos", in je visok 2919 metrov.  Je eden najvišjih vrhov v Evropi v smislu relativne višine.
Olimp je pomemben v grški mitologiji kot sedež dvanajst bogov Olimpa na vrhu Mitikasa. Olimp je znan po zelo bogatem rastlinstvu. Bil je prvi narodni park v Grčiji, ustanovljen leta 1938, in je na seznamu svetovnih biosfernih rezervatov (World's Biosphere Reserve).
Vsako leto na tisoče ljudi obišče Olimp ter občuduje njegovo naravo in vrhove. Označene pohodne in različne planinske in plezalne poti so na voljo obiskovalcem, ki želijo raziskovati njegovo naravo. Običajno izhodišče je mesto Litohor na vzhodnem vznožju gore, 100 km od Soluna, kjer se v začetku poletja konča Olimpski maraton. 

## Etimologija
Več teorij je o izvoru imena: "nebo", "svetlo", "visoko", "skala". Ena teorija pravi, da je Olimpus predhelenski toponim, ki pomeni "gora". V turščini jo imenujejo Semavatevi, kar pomeni "nebeška hiša".

## Geografija
Oblika Olimpa je posledica erozije dežja in vetra. Nastal je osamljen stolp, visok skoraj 3000 metrov, le 18 km stran na Litohorja. Olimp ima veliko vrhov in skoraj krožno obliko.
Obseg gore je 150 km, povprečni premer je 26 kilometrov in ima 600 kvadratnih kilometrov površine. Na severozahodu je vlaška vas Kokino Pulo. Reka Makrirema loči Olimp od masiva Vulgara. Vasi Petra, Vrontu in Dion ležijo na severozahodu, medtem ko je na vzhodni strani mesto Litohor, kjer Enipeas razpolavlja masiv Olimp. Na jugovzhodni strani  soteska Ziliana ločuje Olimp od Kato Olimpa (Nižji Olimp), medtem ko na jugozahodnih obronkih ležita vasi Sikamineja in Karja. Samostan Agias Triadas Sparmu in vas Pition ležita na zahodu.
Olimpova suha predgorja so znana kot Hirokambi in so poraščena z makiji podobnim sredozemskim grmičastim rastlinjem (angl.: chaparral (čaparal)). Tu živijo tudi male živali. Bolj proti vzhodu je plodna ravnina Dion s potoki, ki izvirajo na Olimpu.

## Geologija
Olimp je sorazmerno pozno nastala grška gora. Predvidevajo, da njene glavne kamnine niso stare več kot 20 milijonov let, ko je bil največji del Grčije (in Sredozemsko morje) na dnu plitvega morja, kjer so usedline, ki so pozneje oblikovale sedanje kamnine. Različni geološki dogodki so spremljali nastanek celotne regije in morja. Pred približno milijon leti so Olimp prekrivali ledeniki in ustvarili planote in depresije. Z dvigom temperature se je led stopil, nastali potoki so odnašali velike količine zdrobljenih kamnin v najnižja območja in ustvarili aluvialne stožce, ki se širijo po vsej regiji, od vznožja gore do morja.

## Morfologija
Zapletena geološka preteklost v regiji je očitno vplivala na morfologijo Olimpa in njegov narodni park. Tu so globoke soteske in veliko gladkih vrhov, mnogi so višji od 2000 metrov (Agios Antonios 2815 metrov, Kalogeros 2700 m, Tumpa 2801 m  in Profitis Elias 2803 m). Osrednji je skoraj navpičen skalnat vrh nad Litohorjem in naredi izreden vtis na obiskovalca, saj relief gorskih grebenov na obzorju ustvari navidezen V med dvema vrhovoma skoraj enake višine. V levem kraku je Mitikas (ali Panteon, 2918 m), najvišji vrh Grčije, na desni strani je Stefani (ali Tronos Dios (Zevsov prestol, 2902 m), ki je najimpresivnejši in najstrmejši vrh Olimpa, njegova stena se strmo dviguje 200 metrov in je največji izziv za plezalce. Proti jugu je Skolio (drugi najvišji vrh, 2912 m), ki zaokroži v loku okoli 200 stopinj, njegova strma pobočja se spuščajo na zahod kot stena v Megalo Kazanijo, impresivno prepadno 700 m globoko amfiteatralno kotlino, njen obseg je 1000 m. Vzhodni visoki vrhovi sestavljajo stopničasta strma pobočja kot vzporedne gube, imenovane Zonarija. Ožja in strmejša zareza, Lukija, prav tako pripelje do vrha.
Na severni strani, med vrhom Stefani in Profitis Ilias, se na višini na 2550 m razteza Planota muz, medtem ko se južneje, skoraj v središču masiva, na nadmorski višini 2350 m, razteza alpska tundra regije Bar.
Olimp ima številne soteske in grape. Prepoznavni soteski sta Mavrologos-Enipeas (14 km) in Mavrantzas-Sparmos (13 km) v bližini Bara, ki režeta masiv v dva ovalna dela. Na južnih obronkih 13 km dolge soteske Zilijana naravna pregrada loči goro od Nižjega Olimpa. Tu je veliko brezen in jam, ki še danes niso raziskane. Oblika in postavitev kamnin omogočata nastanek številnih izvirov, predvsem nižje od 2000 m, malih sezonskih jezer in potokov ter majhne reke Enipeas s svojimi izviri v Prioniji, ki se izliva v Egejsko morje.

## Mitologija
V grški mitologiji je Olimp sedež dvanajst olimpskih bogov antičnega grškega sveta.  Tu se odvijajo številne grške mitične zgodbe. Olimpska dvanajsterica je živela v soteskah, v katerih so bile njihove palače. Panteon (danes Mitikas) je bil prostor srečevanj in ogledalo njihovih viharnih razprav. Prestol Zevsa (danes vrh Stefani) je bil namenjen samo njemu, najvišjemu bogu. Od tam je pošiljal strelo, izraz božje jeze. Med dvanajsterico spadajo Hera, Hestija, Demetra, Pozejdon, Atena, Apolon, Artemida, Hermes, Afrodita, Ares in Hefajst. V Iliadi je Olimp opisan kot velik, dolg, briljanten prostor, poln dreves.
Ob Olimpovem severnem vznožju, v Pieriji, je po mitološki tradiciji postavljenih devet Muz, pokroviteljic likovne umetnosti, ki so hčere Zevsa in Titanide Mnemozine, boginje spomina:
- Erato: muza ljubezenske poezije
- Evterpa: muza glasbe, pozneje lirske poezije
- Kaliopa: muza epike, retorike
- Klio: muza zgodovine
- Melpomena: muza tragedije
- Polihimnija: muza resne glasbe, himn
- Talija: muza komedije
- Terpsihora: muza plesa
- Uranija: muza zvezdoslovja (astronomije)

## Zgodovina
Zgodovina Olimpa je bila burna, saj je bila njegova okolica ne samo svetišče, ampak v antičnih časih tudi bojišče za nadzor dostopa iz Tesalije v Makedonijo. V obdobju Otomanskega cesarstva je bilo skrivališče in izhodišče delovanja kleftov (hajdukov) in armatolov (paravojske).
Na Olimpu je armatole ustanovil Kara Mihalis leta 1489. V poznem 17. stoletju je Livadi na Olimpu postal sedež armatolov v zahodni Makedoniji s svojim prvim priznanim poveljnikom Panosom Zidrosom. V 18. stoletju so Turki morali zamenjati armatole (ki so se zelo pogosto pridružili kleftom) z muslimansko-albanskimi armatoli, ki so pustošili po pokrajini Makedoniji. Olimpovi armatoli tudi po kapitulaciji Alije Paše niso prenehali spopadov na kopnem in morju. Med najdejavnejšimi tukaj in v sosednjih regijah so bili Nikos Tsaras, kapetan Jorgać (angl. Giorgakis Olympios) in Lazonijci, legendarna družina.
V začetku 20. stoletja in še nekaj časa po osvoboditvi izpod Otomanskega cesarstva (1912) so bili v regiji roparji, najbolj znan med njimi je bil razvpiti Giagulas. Med nemškim vpadom leta 1941 se je grška vojska borila skupaj z enotami Novozelandcev in Avstralcev. Med nemško zasedbo (1941– 1944) je bila gora eno od središč grškega odpora, med grško državljansko vojno (1946–1949) se je odpor začel v Litohorju.

### Vzponi
Najverjetneje stari Grki nikoli niso poskušali splezati na Olimp oziroma vrhova, ki se zdaj imenujeta Mitikas in Stefani, saj je bil sedež bogov. Gotovo pa so dosegli najbližji vrh, danes Agios Antonios, od koder so imeli pogled na oba vrhova in kamor so nosili darila, kar kažejo nedavne arheološke najdbe. V moderni dobi je vrsta raziskovalcev poskušala goro raziskovati in doseči vrh, a neuspešno, na primer francoski arheolog Leon Heuzey (1855), nemški raziskovalec Heinrich Barth (1862) in nemški inženir Edward Richter. Richter je skušal doseči vrh leta 1911, a so ga ugrabili klefti, ko so ubili otomanske žandarje, ki so ga spremljali. Samo eno leto po osvoboditvi Grčije izpod otomanske vladavine, 2. avgusta 1913, je bil  neosvojen vrh Olimpa končno osvojen. Švicarja Frédéric Boissonnas in Daniel Baud-Bovy z lovcem divjih koz iz Litohorja Hristosom Kakalosom so bili prvi, ki so dosegli najvišji vrh Grčije. Kakalos, ki je imel veliko izkušenj s plezanjem na Olimp, je prvi splezal na Mitikas. Vse do svoje smrti (1976) je bil uradni vodnik na Olimp. Leta 1921 je Marcel Short drugi dosegel najvišji vrh Olimpa Stefani. Na podlagi raziskovanj je leta 1923 uredil Le Mont Olympe, knjigo, ki je imela prvi podroben zemljevid vrhov. Leta 1928 se je slikar Vasilis Itakisios povzpel na Olimp in skupaj s Kakalosom dosegel jamo ter jo menoval po zavetnicah muzah. Ob njej je preživel veliko poletij in slikal razgled na gore. Olimp so pozneje fotografirali in slikali tudi mnogi drugi. Do zdaj je bilo veliko uspešnih letnih in zimskih vzponov na najstrmejše vrhove in v težkih vremenskih razmerah.
Plezanje na Olimp ni zelo tehnično zahtevno, razen na zadnjem odseku od Skale do vrha Mitikasa, kjer je skalno plezanje 3. stopnje. Okrog 10.000 ljudi se vsako leto povzpne na Olimp, večina doseže le vrh Skolio.
Večina začne v Litohorju, mestu bogov, ki ima tako ime zaradi svoje lege ob vznožju gore. Od tu je speljana cesta do Prionije, kjer se začne hoja na goro.

### Antična in srednjeveška mesta
Celotna regija Pierija z Olimpom je arheološko in zgodovinsko območje za ohranitev monumentalnih in zgodovinskih značilnosti. 5 km od morja je Dion, sveto mesto antične Makedonije, posvečen Zevsu in olimpski dvanajsterici. Njegova blaginja je trajala od 5. stoletja pr. n. št. do 5. stoletja n. št. Izkopavanja vse od leta 1928 so pokazala številne najdbe makedonskega, helenističnega in rimskega obdobja. Zdaj je edinstven arheološki park na 200 hektarjih z antičnim mestom in svetimi kraji čaščenja zunaj obzidja. Številne kipe in drugi neprecenljive predmete hranijo v bližnjem muzeju v Dionu.
Pimblija in Levitra sta dve mesti v regiji, povezani z Orfejem in orfiškimi misteriji. V skladu s tradicijo je Orfej, sin Apolona in Kaliope (ene od muz), tu opravljal mistične obrede čaščenja Dioniza. 
Ob morju je na strateški legi na vratih Makedonije grad Platamon, zgrajen med letoma 1204 in 1222 v antičnem mestu Herakleja.

### Čas krščanstva
V Olimpovi regiji je več krščanskih spomenikov, med njimi je najvišje ležeča kapela pravoslavne cerkve Profitis Ilias po imenu istega vrha (2803 m). Zgradil jo je sveti Dionizij Olimpski v 16. stoletju, ki je ustanovil tudi najpomembnejši samostan v regiji. Stari Dionizijev samostan (na nadmorski višini 820 m) je v soteski Enipeas in je dostopen z avtomobilom iz Litohorja. Izropali in uničili so ga Turki, leta 1943 nemški zavojevalci, ki so jim pomagali gverilci. Danes je delno obnovljen in je podružnica novega Dionizijevega samostana zunaj Litohorja. Blizu starega samostana je Kapela rojstva v čudoviti pokrajini, v jami z izvirom iz skale, kjer je Sveti Dionizij sprva živel kot menih.
Na Olimpovem južnem vznožju, na razgledni legi (820 m) nad sotesko Zilijana, je samostan Kanalon, 8 km oddaljen od Karje. Ustanovljen je bil leta 1864, leta 2001 je bil obnovljen. Naprej proti zahodu, na robu reke Mavratza, na 1020 m, je samostan Agias Triadas Sparmu, ki  je cvetel v začetku 18. stoletja. Imel je veliko premoženja in pomagal pri ustanovitvi slavne šole v Tsaritsani. Opuščen je bil leta 1932, vendar bil leta 2000 popolnoma prenovljen in ponovno odprt kot moški samostan, pridružen škofiji Elasonas.

## Podnebje
Olimp ima sredozemsko podnebje s celinskim vplivom. Lokalne razlike so posledica učinka morja in hribovitega reliefa v regiji.
V nižjih legah (Litohor in predgorje) je podnebje sredozemsko. Značilna so vroča in suha poletja ter vlažna in hladna zima. Višje je vlažnejše in ostrejše z močnejšimi vremenskimi pojavi. Pozimi pogosto sneži, dežuje in celo sneži tudi poleti. Temperatura  se spreminja, pozimi je  od –10 °C do 10 °C, poleti pa od 0 °C do 20 °C, veter piha skoraj vsak dan. Temperatura 1 °C je običajna na 200 m nadmorske višine. Obalna severovzhodna pobočja imajo več dežja kot celinski severozahodni del, kar je vidno po rastlinstvu. Najbolj vroč mesec je avgust, najhladnejši februar.
Gore, višje kot 2000 metrov, so približno devet mesecev (od septembra do maja) pokrite s snegom. V nekaterih krajih vetrovi nanesejo 8 do 10 metrov snega ("anemosurija" v grščini), v nekaterih globokih grapah se sneg ohrani vse leto (večni sneg). Od leta 1960 za to alpsko regijo zbirajo podatke  na najvišji vremenski postaji v Grčiji na vrhu Agiosa Antoniosa (2815 m) in imajo vrsto zanimivih podatkov za to gorsko podnebje. Povprečne letne količine padavin so od 149 cm na Prioniji (1100 m) do 170 cm na Agiosu Antoniosu, približno polovica teh padavin so neurja s točo poleti in snežne padavine pozimi. Vreme se lahko spremeni večkrat v istem dnevu.

## Flora
Raziskave rastlinstva na Olimpu so se začele leta 1836, ko ga je francoski botanik Αυcher-Εlογ začel proučevati. V skladu s temi in poznejšimi raziskavami velja Nacionalni park Olimp za eno najbogatejših rastlinskih regij v Grčiji s približno 1700 vrstami in podvrstami, kar je približno 25 odstotkov grške flore. Med njimi je 187 vrst označenih kot pomembne, 56 je endemičnih grških in od njih 23 endemičnih lokalnih. Te je mogoče najti le na Olimpu. 16 je redkih v Grčiji in/ali so omejene v severni Grčiji. Večina tistih, ki rastejo na nižji nadmorski višini, so pogoste sredozemske in srednjeevropske vrste. Jankaea heldreichii, rastlina ostanek ledene dobe, je posebnega pomena za botanike.
Močna pestrost pokrajine, različna usmerjenost pobočij in njihov položaj v odnosu do morja vplivajo na lokalno podnebje. Prevladujoča lokalna mikroklima v kombinaciji z geološko podlago in tlemi dajejo prednost rasti posameznih vrst vegetacije in biotopov.
Na splošno je Olimpova severovzhodna stran zelo gozdnata, saj prejme največ padavin, medtem ko je jugovzhodna bistveno skromnejša z vegetacijo. Zelo jasno je zaporedje vegetacijskih con v skladu z nadmorsko višino, kar je tudi posledica zelo različne mikroklime, ki jo povzročajo različne krajine v regiji.

### Območja
Na Olimpu so štiri splošna območja rastlinstva, ki pa niso jasno ločena:

#### Sredozemsko vegetacijsko območje
Na nadmorski višini med 300 in 500 metrov je pas vedno zelenih širokolistnih dreves (makija). Skupaj s hrastom (Quercus ilex) in grškim jagodnim drevesom (Arbutus andrachne) se pojavljajo hrast Quercus coccifera, navadna jagodičnica (Arbutus unedo), Phillyrea latifolia, lovor, cedra (Cedrus) in drugi. Od listavcev so pogoste vrste črni jesen (Fraxinus ornus), trokrpi javor (Acer monspessulanum ), navadni jadikovec (Cercis siliquastrum),  Pistacia terebinthus, navadni ruj (Cotinus coggygria) in drugi.

#### Gozd – območje bukve, jelke in gorskih iglavcev
Območje vedno zelenih širokolistnih dreves v nadaljevanju postopoma nadomesti ekosistem evropskega črnega bora (Pinus nigra), ki sestavlja kompakten gozd brez vmesnega območja hrasta ali drugih listavcev, čeprav se te vrste pojavljajo posamezno med skupinami dreves črnega bora. Na severnih pobočjih doline Hirolakos, na nadmorski višini med 600 in 700 metrov, je približno 120 hektarjev velik gozd puhastega hrasta (Quercus pubescens).
Črni bor prevladuje na vzhodni in severni strani gore, med 500 in 1700 metri. Na tem območju sta v majhnih skupinah tudi hibridna jelka (Abies cephalonica) in grmovje ali majhno grmičevje, zlasti v spodnjem območju in na območjih Naumija (zahod), Stalamatija in Polikastre (vzhod), kjer se zmeša s črnim in bosanskim borom (Pinus heldreichii). V tem območju raste tudi bukev (Fagus sylvatica). Medtem ko je v sosednjih gorah  Pierians in Osa razširjeno območje bukve, je na Olimpu  omejena na majhne skupine dreves, ki se pojavljajo kot otočki, predvsem v vlažnejših krajih in na najboljših tleh.
Soteska Enipeas je še posebej bogata z drevjem in grmovnicami. Tam rastejo brest, rdečelistna sliva (Prunus cerasifera), evropska tisa (Taxus baccata), (navadna leska Corylus avellana), bodika (Ilex), rumeni dren (Cornus mas), črni jesen (Fraxinus ornus), javor in razne zelnate rastline. Soteska in grape so prekrite s platanami (Platanus orientalis), vrbami, črno jelšo (Alnus glutinosa) in rečnim zelenjem.

#### Severni gozd iglavcev
Značilna vrsta tega območja je bosanski bor. Ta redka vrsta bora raste občasno višje kot 1000 metrov in postopoma nadomešča črni bor, medtem ko je nad 1400 metrov skoraj nemešan gozd. Nad 2000 metrov gozd postane redkejši, sega do 2750 metrov, s čimer ustvarja najvišjo mejo gozda na Balkanu, tudi v Evropi.
Druga značilnost tega območja je, da se nad 2500 metrov drevesa pojavljajo v plazeči obliki. Kjer raste bosanski bor, je večinoma suho, pobočja pa kamnita. Ni izvirov ali vodnih tokov. Rastlinstvo je prilagojeno posebnim lokalnim razmeram, prevladujejo značilne grmovnice, trava, hazmofiti itd., medtem ko flora vključuje številne endemične vrste Balkana.

#### Območje nad gozdno mejo (alpska tundra)
Območje nad bosanskim borom je obsežno območje brez dreves z alpskimi travniki, sestavlja ga mozaik travniških ekosistemov, odvisno od topografije, strmine in naravnanosti tal. Na splošno je to alpska flora z več kot 150 vrstami rastlin, ki rastejo na delno s snegom pokritih travnikih, travnatih močvirjih, alpskih meliščih in v skalnih razpokah. Na travnikih, skalah in strmih pobočjih raste večina endemičnih rastlin Olimpa, med njimi tudi nekatere najlepše divje rože v Grčiji. Polovico najdemo samo na Balkanu in 23 samo na Olimpu, nikjer drugje.

### Endemične rastline
1. Achillea ambrosiaca
2. Alyssum handelii
3. Asprerula muscosa
4. Aubrieta thessala
5. Campanula oreadum
6. Carum adamovicii
7. Centaurea incompleta
8. Centaurea litochorea
9. Centaurea transiens
10. Cerastrium theophrasti
11. Erysimum olympicum
12. Festuca olympica
13. Genίsta sakellariadis
14. Jankaea heldreichii
15. Ligusticum olympicum
16. Melampyrum ciliatum
17. Poa thessala
18. Potentilla deorum
19. Rynchosinapis nivalis
20. Silene dionysii
21. Silene oligantha
22. Veronica thessalica
23. Viola striis - notata

## Favna
Živalstvo Olimpa, ki do zdaj ni bilo sistematično raziskano, je precej raznovrstno s pomembnimi redkimi in ogroženimi vrstami. Veliki sesalci, ki so včasih živeli tu, kot so jeleni, so izginili. V starih časih so bili tu levi Pavzanias, do najmanj 16. stoletja tudi medvedi (Življenje svetega Dioniza).
Na območju so opazili 32 vrst sesalcev, med njimi divjo kozo (Rυρicapra rupicapra), srno, jelena (Capreolus capreolus), divjega prašiča (Sus scrofa), divjo mačko (Felis sylvestris), kuno belico (Martes foina), lisico (Vulpes vulpes) in veverico. Zaznali so 108 vrst ptic (skobec, rjavi jastreb, skalna jerebica, bela štorklja, skalni golob, taščica, južni sokol, sokol selec, planinski orel, kačar, mali orel in smrdokavra). Mnoge, zlasti ptice roparice, so redke. Poleg tega živijo tu skupine plazilcev (22 vrst, kot so kače, želve, kuščarji itd.) in nekatere dvoživke (8 vrst) v potokih in sezonskih ribnikih, pa tudi veliko različnih žuželk, predvsem metulji, po katerih je Olimp še posebej znan.

## Narodni park
Najvišja gora Grčije je bila prva regija v državi, ki je bila deležna posebne zaščite z ustanovitvijo narodnega parka leta 1938. Namen tega "je ... ohranjanje naravnega okolja v regiji, tj. rastlinskih vrst, divje favne in naravne krajine, kot tudi njenih kulturnih in drugih vrednot ..." Poleg tega je namenjen spodbujanju znanstvenih raziskav, okoljskemu izobraževanju javnosti in turističnemu razvoju v regiji. Posebna zakonodaja prepoveduje vse oblike izkoriščanja na vzhodni strani gore v območju približno 4000 hektarjev, ki je jedro parka. Regija okoli tega jedra je obodno območje narodnega parka, v katerem veljata upravljanje in izkoriščanje, ki ne smeta negativno vplivati na zaščiteno jedro.
Danes se je po posebni študiji park razširil na 24.000 hektarjev. Upravno pripada prefekturama Pierija in Larisa in občinam Diu - Olimp, Katerinis (Pierija), Τempon in Elasonas (Larisa). Najnižja višina je 600 metrov in najvišja 2918 metrov, vrh Mitikas. Leta 1981 je UNESCO razglasil Biosphere Reserve Olympus – biosferni rezervat. Evropska unija je določila Olimp kot pomemben prostor za življenje ptic na območju Evropske unije. Vpisan je na seznam evropske mreže Natura 2000 kot poseben prostor zaščite.

## Pohodne poti
Med obiskovalci in pohodniki so priljubljene številne steze in poti. Najpomembnejša med njimi je evropska pešpot E4 na dolge razdalje. Teče zahodno od Litohorja proti vrhovom skozi sotesko Enipeas. Tu je narodna pot O2, ki povezuje vrhove proti jugu do Peliona.
V mnogih krajih so urejena počivališča v bližini izvirov. Zavod za gozdove je postavil informacijske table z zemljevidom narodnega parka in koristnimi smernicami.

### Planinske poti
Planinske poti se začenjajo v Litohorju, Dionu in Petri. Poletni vzponi so priporočljivi od začetka junija do konca septembra. Pod vrhovi so odprte koče in bivaki, vreme pa omogoča vzpone brez snežne opreme. Pozimi se lahko na najvišje vrhove odpravijo le izkušeni planinci.
Najbolj priljubljeni poti sta: 
- prva sledi soteski Enipeas, začne se s peturnim pohodom do Prionije (višina 1100 m), kjer je v preteklosti delovala žaga (prionija pomeni žaga v grščini). Dostopna je tudi z avtomobilom po 18 km dolgi cesti. Od Prionije po evropski pešpoti E4 je približno dve uri in pol do koče Spilios Agapitos (2100 m). Od koče do vrha je še dve uri in pol;

- po 10 km ceste od Litohorja do Prionije pri Stavrosu je koča Dim. Buntolas (944 m), ki je po dograditvi ceste restavracija in kavarna. 4 km pred koncem ceste v mestu Gortsija, kjer je parkirišče, se začne druga pot na vrhove Olimpa. Od te točke pohodnik po približno petih urah hoje mimo Barbe, Petrostruge, Skurte in Leme prispe na planoto Muz (2600 m), kjer si lahko odpočije v dveh kočah, Giosos Apostolidis in Hristos Kakalos. Od tu naprej je pot do vrha gore enostavna in ga doseže v približno eni uri.

## Kovanec
Olimp in narodni park okoli njega sta bila izbrana kot glavni motiv za priložnostni kovanec "grški narodni park Olimp", skovan v letu 2005. Na hrbtni strani je upodobljen boj Titanov na gori Olimp s cvetočo vejo na spodnjem delu kovanca. Na sprednji strani je nad prizorom v grščini napisano Narodni park Olimp.